# Ptychochromoides
Ptychochromoides – rodzaj słodkowodnych ryb okoniokształtnych z rodziny pielęgnicowatych (Cichlidae).

## Występowanie
Gatunki należące do tego rodzaju są endemitami Madagaskaru.

## Klasyfikacja
Gatunki zaliczane do tego rodzaju:
- Ptychochromoides betsileanus (Boulenger, 1899)
- Ptychochromoides itasy Sparks, 2004
- Ptychochromoides vondrozo Sparks & Reinthal, 2001